# Fausto Collado
Fausto Collado (Boimorto, 6 de enero de 1949) es un actor de cine, teatro y televisión argentino.

## Carrera
Nacido en España vino de muy jovencito a la Argentina. Se formó profesionalmente en la actuación con Heddy Crilla, Luis Tasca, hizo Seminarios con Augusto Fernández y Ann Strassberg ; y en cine con Lautaro Murúa.
En televisión su rostro se hizo muy conocido en varias telenovelas, unitarios y miniseries donde, generalmente, interpretó papeles de detectives o investigadores tal fue el caso de Luna salvaje (2000) con Gabriel Corrado, Carina Zampini y Millie StegmanFranco Buenaventura, el profe (2001) estelarizada por Facundo Arana y Gianella Neyra; Franco Buenaventura, el profe (2002) con Osvaldo Laport y Viviana Saccone; y Padre Coraje (2003) protagonizada por Facundo Arana, Nancy Duplaá y Carina Zampini. También trabajó en tiras como Amigos son los amigos, ¡Grande, pa!, Sin condena, Nano, Gasoleros, Muñeca brava, Campeones de la vida, Son amores, Se dice amor, Mujeres asesinas, Casados con hijos e Historias de corazón.
En cine intervino en películas como Sofía (1987) con Dora Baret, Graciela Dufau y Héctor Alterio; Lo que vendrá (1988) junto a Hugo Soto y Juan Leyrado; Al filo de la ley (1992) protagonizada por Rodolfo Ranni, Gerardo Romano y Katja Alemann; Héroes y demonios (1999) con Pablo Echarri; I love you... Torito (2001); El Torcán  (2008) junto a Osqui Guzmán y Ingrid Pelicori; y Uno mismo (2005) protagonizado por el Chino Darín. Fue dirigido por directores de la talla de Alejandro Doria, Juan Carlos Desanzo, Gustavo Mosquera R., Horacio Maldonado, Gabriel Arregui, Gustavo Cova, Eduardo Mignogna y Jorge Coscia.

## Vida pridava
Está casado hace varias décadas con su mujer y mánager Silvia Aquino, con quien tuvo cuatro hijos: Pablo, Verónica, Gonzalo y Camila.

## Filmografía
- 2024: The Letter

- 2015: 8 Tiros
- 2015: Uno mismo como Manos
- 2012: Rouge amargo
- 2008: Naranjo en flor como	El Obispo
- 2008: El Torcán como Horacio
- 2008: Los amigos de Maite
- 2008: Dos amigos y un ladrón
- 2008: Los paranoicos como Portero
- 2005: Un peso, un dólar
- 2004: Ay, Juancito
- 2003: Palermo Hollywood
- 2003: El tigre escondido
- 2002: El polaquito
- 2001: Chiquititas, rincón de luz
- 2001: I love you... Torito
- 1999: Familia Fortone (cortometraje) como Ocupante
- 1999: El astillero
- 1999: Héroes y demonios como Comisario
- 1998: El secreto de los Andes
- 1998: Frontera Sur
- 1998: América mía como Funcionario Aduana 2
- 1996: Sol de otoño
- 1986: Pobre mariposa
- 1993: Funes, un gran amor
- 1992: Al filo de la ley
- 1989: La ciudad oculta
- 1988: Lo que vendrá
- 1987: Chorros
- 1987: Sofía

## Televisión
.  2023: La voz ausente
- 2015: Noche y día
- 2015: Rito de adviento
- 2015: Animal político
- 2015: Conflictos modernos - La Jueza de paz
- 2014: Pasajeros
- 2014: La celebración -Funeral
- 2013: Santos y pecadores (Televisión por la justicia)
- 2013: Solamente vos
- 2013: Señales del fin del mundo
- 2013: Historias de corazón, ep. Sangre de mi sangre.
- 2012/2013: Sos mi hombre
- 2012/2013: Mi amor, mi amor
- 2012: Lobo
- 2012: Dulce amor
- 2012: El Pueblo del Pomelo Rosado como León
- 2011: Herederos de una venganza
- 2011: Gigantes
- 2011: Condenados
- 2010: Secretos de amor
- 2010: Alguien que me quiera
- 2009: Por amor a vos
- 2009: Herencia de amor como Padre Miguel
- 2009: Consentidos
- 2009: Impostores
- 2008: Mujeres de nadie 2 como Dr. Morat
- 2008: Donne assassine
- 2008: Socias
- 2008: Por amor a vos
- 2008: Atracción x4 en Dream Beach
- 2008: Algo habrán hecho por la historia argentina
- 2008: Una de dos
- 2008: Bella y bestia
- 2007: Lalola
- 2007: El Capo
- 2007: Cuentos de Fontanarrosa
- 2007: El hombre que volvió de la muerte
- 2007: Amas de casas desesperadas  (Para Colombia y Brasil
- 2007: Son de fierro
- 2006: Se dice amor
- 2006: Montecristo
- 2006: El tiempo no para
- 2006: Amo de casa
- 2006: El refugio
- 2006: Mujeres asesinas, ep. Nélida, tóxica
- 2006: Alma pirata
- 2006: Gladiadores de Pompeya
- 2006: Casados con hijos, en los episodios: El Día de la Raza Argento, Pepe, el demoledor, Salven a las ballenas, Con el chevy no se jode y Un bum bum editorial.
- 2005: Sin código
- 2005: Amor en custodia
- 2005: Paraíso rock
- 2005: Vientos de agua
- 2005: Hombres de honor como Iglesias
- 2005: Se dice amor como Ortiz
- 2004: Los Roldán
- 2004: Padre Coraje como Jiménez.
- 2004: Jesús, el heredero
- 2003: Soy gitano como Arjona
- 2003: Malandras
- 2003: Tres padres solteros
- 2003: Son amores (Para España)
- 2003: Abre tus ojos
- 2003: Costumbres argentinas
- 2002: 099 Central
- 2002: Franco Buenaventura, el profe como Dr. Chávez.
- 2002: Son amores
- 2002: Infieles
- 2002: Contrafuego
- 2002: El precio del poder
- 2001: 22, el loco como Gutiérrez
- 2001: Yago, pasión morena
- 2001: Los médicos de hoy
- 2001: PH
- 2001: Luna salvaje como Inspector Marzoa.
- 2000: Buenos vecinos
- 2000: Los buscas de siempre
- 2000: Chiquititas
- 2000: Primicias como Berruezo.
- 2000: Campeones de la vida
- 1999: Muñeca brava
- 1998/1999: Gasoleros como El Cholo
- 1998: Como vos y yo
- 1998: La nocturna
- 1998: Verano del 98
- 1998: Alas, poder y pasión
- 1997: Aprender a vivir
- 1997: Los hermanos Pérez Conde
- 1997: Ciudad prohibida
- 1997: Socios
- 1997: Archivo negro
- 1997: Cebollitas
- 1997: Ricos y famosos
- 1996/1997: Verdad consecuencia
- 1996: Amor sagrado
- 1996: Mi familia es un dibujo
- 1996: De poeta y de loco
- 1995: Historias Breves 3
- 1995: Mi cuñado
- 1995: Chiquititas
- 1995: Sheik
- 1995: Amigovios
- 1995: POliladron
- 1994: Montaña rusa
- 1994: Más allá del horizonte
- 1994:Quereme
- 1994: Un hermano es un hermano
- 1994: Marco el candidato
- 1994: Con alma de tango
- 1994: ¿Dónde estás amor de mi vida?
- 1994: Nano
- 1994: Sin condena, ep. El caso Adrián.
- 1993: La familia Benvenutto
- 1993: Gerente de familia
- 1993: Déjate querer
- 1993: Esos que dicen amarse
- 1993: Primer amor
- 1993: Buena pata
- 1992: ¡Grande, pa!.
- 1992: Tango.
- 1992: Brigada cola
- 1991: Regalo del cielo
- 1991: El oro y el barro
- 1991: Buenos vecinos
- 1991: Cosecharás tu siembra
- 1990: Una voz en el teléfono
- 1990: Amigos son los amigos.
- 1989: Doble vida
- 1989: La extraña dama
- 1988: Vendedoras de Lafayette
- 1988: Amándote
- 1987: La Tota y la Porota
- 1987: Estrellita mía.
- 1986: Buscavidas.
- 1985: Colorín colorado.